# Bachelor of Education
Bachelor of Education (afkorting: BEd, Latijn: Baccalaurus Educationis) is een hbo-bachelorgraad in Nederland in kader van het bachelor-masterstelsel.
De internationaal herkenbare graad met specificatie of Education geeft aan dat men aan een pedagogische hbo (lerarenopleiding vo/bve, de opleiding Learning & Development in Organisations (voorheen "opleidingskunde") of de zogenoemde PABO), een 'tweedegraads' opleiding tot leraar of onderwijzer heeft doorlopen. Afronding van deze lerarenopleiding geeft onderwijsbevoegdheid voor het basisonderwijs, het voortgezet onderwijs VAVO of mbo.
In Vlaanderen voegt men geen extra Engelstalige titulatuur toe aan een professionele Bachelor. Men behaalt in Vlaanderen na afronding van een lerarenopleiding aan de hogeschool een "Bachelor in onderwijs" met daarachter de afstudeerrichting kleuteronderwijs, lager onderwijs of secundair onderwijs (vroeger regent genoemd).
Bachelor-masterstructuur